# Barbora Malíková
Barbora Malíková (Oldřišov, 30 dicembre 2001) è una velocista e mezzofondista ceca.

## Record nazionali
Seniores
- 600 metri piani: 1'26"79 ( Opava 23 giugno 2020)

Juniores
- 800 metri piani: 2'03"14 ( Ostrava 6 settembre 2020)

## Progressione

### 400 metri piani
| Stagione | Misura | Luogo           | Data      | Rank. Mond. |
| -------- | ------ | --------------- | --------- | ----------- |
| 2024     | 51"45  | Ostrava         | 28-5-2024 |             |
| 2023     | 52"59  | Charlottesville | 30-4-2023 |             |
| 2022     | 53"22  | Durham          | 14-5-2022 |             |
| 2021     | 51"23  | Zlín            | 27-6-2021 |             |
| 2020     | 51"65  | Plzeň           | 9-8-2020  |             |
| 2019     | 52"37  | Borås           | 20-7-2019 |             |
| 2018     | 52"66  | Győr            | 7-6-2018  |             |
| 2017     | 52"74  | Nairobi         | 14-7-2017 |             |
| 2016     | 54"65  | Olomouc         | 8-5-2016  |             |
| 2015     | 57"85  | Breclav         | 30-5-2015 |             |

## Palmarès
| Anno | Manifestazione               | Sede         | Evento            | Risultato     | Prestazione | Note                                                  |
| ---- | ---------------------------- | ------------ | ----------------- | ------------- | ----------- | ----------------------------------------------------- |
| 2017 | Mondiali U18                 | Nairobi      | 400 m piani       | Oro           | 52"74       |                                                       |
| 2018 | Europei U18                  | Győr         | 400 m piani       | Oro           | 52"66       | Record dei campionati · Miglior prestazione personale |
| 2018 | Europei U18                  | Győr         | Staffetta svedese | Argento       | 2'09"41     |                                                       |
| 2018 | Olimpiadi giovanili          | Buenos Aires | 400 m piani       | Oro           | 1'48"86     | [ 1 ]                                                 |
| 2019 | Europei U20                  | Borås        | 400 m piani       | Bronzo        | 52"37       | Miglior prestazione nazionale under 20                |
| 2021 | World Relays                 | Chorzów      | 4x400 m mista     | Batteria      | 3'21"05     |                                                       |
| 2021 | Europei U23                  | Tallinn      | 400 m piani       | Argento       | 51"23       | =                                                     |
| 2021 | Europei U23                  | Tallinn      | 4x400 m           | Oro           | 3'30"11     | Miglior prestazione europea stagionale under 23       |
| 2021 | Olimpiade                    | Tokyo        | 400 m piani       | Batteria      | 52"83       |                                                       |
| 2023 | Giochi universitari          | Chengdu      | 400 m piani       | Bronzo        | 52"66       |                                                       |
| 2024 | World Relays                 | Nassau       | 4x400 m           | Rip. olimpico | 3'27"76     | [ 2 ]                                                 |
| 2024 | Europei                      | Roma         | 4x400 m mista     | 6ª            | 3'14"24     |                                                       |
| 2024 | Europei                      | Roma         | 4x400 m           | Batteria      | dq          |                                                       |
| 2025 | Giochi mondiali universitari | Reno-Ruhr    | 400 m piani       | Oro           | 51"52       |                                                       |

## Campionati nazionali
- 3 volte campionessa nazionale ceca dei 400 m piani (2017, 2020, 2021)

2017
- Argento ai campionati cechi indoor (Praga), 400 m piani - 54"20
- Oro ai campionati cechi (Třinec), 400 m piani - 54"03

2020
- Oro ai campionati cechi (Plzeň), 400 m piani - 51"65

2021
- Oro ai campionati cechi (Zlín), 400 m piani - 51"23

## Altre competizioni internazionali
2017
- Argento al Festival olimpico della gioventù europea ( Győr), 400 m piani - 54"07

2021
- Bronzo ai Campionati europei a squadre, ( Cluj-Napoca), staffetta 4x400 m - 3'30"51